# Misumena nana
Misumena nana là một loài nhện trong họ Thomisidae.
Loài này thuộc chi Misumena. Misumena nana được Roger de Lessert miêu tả năm 1933.